# Georges Bohy
Georges Ghislain Bohy (Waver, 1 november 1897 - Brussel, 1 november 1972) was een Belgisch politicus voor de Belgische Werkliedenpartij (BWP) en de Belgische Socialistische Partij (BSP).

## Levensloop
Bohy studeerde eerst filosofie en letteren en daarna rechten aan de ULB en behaalde in 1925 het diploma van doctor in de rechten. In december 1918 sloot hij zich aan bij de socialistische Belgische Werkliedenpartij. Aan de ULB stichtte hij samen met onder andere Paul-Henri Spaak een socialistische studentenkring, waarvan hij twee jaar lang secretaris was. Van 1921 tot 1922 was Bohy eveneens medewerker van Hendrik de Man, algemeen secretaris van de Centrale voor Arbeidersopvoeding.
Na zijn legerdienst werd Bohy beroepshalve advocaat, een beroep dat hij vanaf 1929 uitoefende aan het hof van beroep in Brussel. In 1926 huwde hij met Hélène Denis, de kleindochter van Hector Denis, hoogleraar en volksvertegenwoordiger voor de BWP. Hij was eveneens literair actief: zo was hij de auteur van de romans Lambert Fortune (1919) en L'homme à la pipe (1921), schreef hij mee in verschillende literaire bladen en was hij de stichter van de letterkundige revue La Lanterne Sourde. Daarnaast publiceerde hij bijdragen in socialistische bladen zoals Le Peuple en L'Avenir Social, was hij secretaris van arbeidersvereniging Ligue ouvrière in Sint-Gillis en gedelegeerde van België op de internationale conferentie van socialistische juristen. Vanaf het einde van de jaren 1920 was hij actief in de BWP-federatie van het arrondissement Charleroi. 
Op 18 juli 1933 hield hij een toespraak op een meeting van socialistische mijnwerkers, waar hij opriep om zich te verzetten tegen de militairen die de orde moesten bewaren. Het gerecht beschouwde dit als aanzetten tot opruiing en op 29 november 1933 werd Bohy veroordeeld tot zeven maanden cel en een boete van 1.400 frank, een straf die in beroep werd bevestigd. Dit leidde tot protestmanifestaties om de klassenjustitie aan te klagen. In juli 1934 bracht Bohy enkele weken door in de gevangenis. Na zijn vrijlating werd hij in juni 1935 gemeenteraadslid van Sint-Gillis, wat hij bleef tot in 1938. Na de Tweede Wereldoorlog werd Bohy in 1946 voor de PSB verkozen tot gemeenteraadslid van Arquennes, een ambt dat hij uitoefende tot in 1964. 
In januari 1936 volgde hij de overleden Jules Destrée op als lid van de Kamer van volksvertegenwoordigers voor het arrondissement Brussel. Hij zetelde er 32 jaar lang, tot aan de verkiezingen van maart 1968, toen hij vanwege de pas ingevoerde leeftijdsgrens voor parlementaire mandaten binnen de PSB niet meer opkwam. In de Kamer pleitte voor de bescherming van de architectentitel en werd in 1939 de voorzitter van een commissie die hiervoor moest zorgen. Van 1946 tot 1962 was Bohy voorzitter van de socialistische fractie in de Kamer. Voorts was hij actief in de Kamercommissies Buitenlandse Zaken, Koloniën en Justitie. In 1945 was hij lid van de raadgevende commissie die betrokken werd bij de reorganisatie van het vredegerecht en van 1948 tot 1949 was hij lid van de studiecommissie betreffende de herziening van het burgerlijk wetboek inzake rechten en plichten van echtgenoten. 
Nadat de Tweede Wereldoorlog uitbrak, vluchtte hij in mei 1940 naar Frankrijk, waar hij in het departement Tarn-et-Garonne attaché was bij het Hoog Belgisch Commissariaat voor Belgische Vluchtelingen. In oktober 1940 keerde hij terug naar België en werd hij lid van de clandestiene afdeling van de BWP in Charleroi. Nadat hij eind 1942 door de Gestapo aangehouden werd, verbleef hij drie maanden in de gevangenis, eerst in de gevangenis van Sint-Gillis, daarna in de citadel van Hoei.
Na de Tweede Wereldoorlog zette Bohy zich in voor de eenmaking van Europa. In 1947 was hij de voorzitter van de Parlementaire Europese Unie, die ijverde voor Europese eenmaking, en in 1949 was hij samen met Paul-Henri Spaak als Belgisch vertegenwoordiger aanwezig bij de oprichting van de Raad van Europa. In het Belgisch parlement was hij verslaggever van wetsontwerpen ter goedkeuring van het statuten van de Raad van Europa, de Europese Gemeenschap van Kolen en Staal, de Europese Economische Gemeenschap, de Europese Gemeenschap voor Atoomenergie en de Noord-Atlantische Verdragsorganisatie. 
Van 1949 tot 1962 en van 1965 tot 1968 zetelde Bohy in de Parlementaire Vergadering van de Raad van Europa, waarvan hij van 1953 tot 1957 voorzitter en van 1966 tot 1968 ondervoorzitter was. Bij de ondertekening van het Verdrag van Rome, die leidde tot de oprichting van de Europese Economische Gemeenschap, was hij verslaggever van de Belgische verdragskamer in Rome en vervolgens was hij van 1957 tot 1958 lid van de Gemeenschappelijke Vergadering van de Europese Gemeenschap voor Kolen en Staal. Van 1955 tot 1962 en van 1965 tot 1968 zetelde hij daarnaast ook in de Assemblee van de West-Europese Unie, waarvan hij van 1955 tot 1962 en voor enkele maanden in 1965 ondervoorzitter was. Bovendien vertegenwoordigde hij van 1958 tot 1962 België in het Europees Parlement.
In november 1962 nam Joseph-Jean Merlot ontslag als minister van Openbare Werken in de regering-Lefèvre, uit onvrede met de overheveling van de tot dan toe Luikse gemeente Voeren naar de Vlaamse provincie Limburg. De op dat moment 65-jarige Bohy volgde Merlot op in de regering en bleef minister van Openbare Werken tot de totstandkoming van de regering-Harmel in juli 1965. Als minister van Openbare Werken ontfermde Bohy zich over de modernisering van het kanaal Charleroi-Brussel en de Samber tussen Charleroi en Namen, zodat beide waterlopen bevaarbaar werden voor vaartuigen tot 1.350 ton. Onder zijn ministerschap werd tevens het hellend vlak van Ronquières ontworpen en werden autosnelwegen aangelegd tussen de Borinage en Charleroi enerzijds en Luik en West-Duitsland anderzijds.
In 1968 verliet Bohy de politiek, waarna hij een tweedelige historische studie publiceerde over de provincie Henegouwen. In 1972 overleed Bohy op zijn 75ste verjaardag aan een slepende ziekte.